# 沢田研二 TBS PREMIUM COLLECTION
『沢田研二 TBS PREMIUM COLLECTION』（さわだけんじ ティービーエス・プレミアム・コレクション）は、日本の歌手である沢田研二の映像作品。2021年4月28日にユニバーサルミュージックからリリースされた。発売元はTBS。全7枚組DVD。

## 概要
「8時だョ!全員集合」、「セブンスターショー」、「ザ・ベストテン」、「日本レコード大賞」などのTBS出演映像を収録。
特に「日本レコード大賞」の舞台映像の商品化は極めて異例で、これまでどの歌手の映像も収録されたことがなかったが、本作で商品化が解禁され初収録となった。以降、西城秀樹の『THE 50 HIDEKI SAIJO song of memories』（2022年発売）や、岩崎宏美の『HIROMI IWASAKI 50th TBS Special Collection』（2025年発売）で商品化されている。

## 収録内容

### DISC-1 in 8時だョ! 全員集合
1. 危険なふたり（1973年6月23日）
2. 胸いっぱいの悲しみ（1973年9月29日）
3. 立ちどまるな ふりむくな（1976年1月31日）
4. さよならをいう気もない（1977年1月8日）
5. 勝手にしやがれ（1977年5月21日）
6. 憎みきれないろくでなし（1977年11月19日）
7. サムライ（1978年4月15日）
8. ダーリング（1978年6月24日）
9. LOVE (抱きしめたい)（1978年10月7日）
10. カサブランカ・ダンディ（1979年4月28日）
11. OH! ギャル（1979年7月7日）
12. ロンリー・ウルフ（1979年9月15日）
13. TOKIO（1980年2月9日）
14. 恋のバッド・チューニング（1980年7月12日）
15. 酒場でDABADA（1980年9月27日）
16. おまえがパラダイス（1980年12月27日）
17. 渚のラブレター（1981年4月25日）
18. ス・ト・リ・ッ・パ・ー（1981年12月19日）
19. 麗人（1982年2月27日）
20. おまえにチェックイン（1982年6月12日）
21. 6番目のユ・ウ・ウ・ツ（1982年9月4日）
22. 背中まで45分（1983年2月19日）
23. 晴れのちBLUE BOY（1983年6月11日）
24. きめてやる今夜（1983年11月26日）
25. どん底（1984年3月17日）
26. 渡り鳥 はぐれ鳥（1984年5月5日）

### DISC-2 on TV
1. 白い部屋（歌のグランプリ、1975年4月29日）
2. 巴里にひとり（歌のグランプリ、1975年4月29日）
3. 時の過ぎゆくままに（歌のグランプリ、1975年9月23日）
4. さよならをいう気もない（トップスターショー・歌ある限り、1977年2月17日）
5. ある青春（トップスターショー・歌ある限り、1977年3月24日）
6. さよならをいう気もない（トップスターショー・歌ある限り、1977年3月24日）
7. シーサイド・バウンド〜
〜モナリザの微笑〜
〜青い鳥〜
〜君だけに愛を〜
〜追憶〜
〜危険なふたり〜
〜時の過ぎゆくままに〜
〜コバルトの季節の中で （トップスターショー・歌ある限り、1977年5月5日）
8. さよならをいう気もない（トップスターショー・歌ある限り、1977年5月5日）
9. 勝手にしやがれ（トップスターショー・歌ある限り、1977年6月2日）
10. 憎みきれないろくでなし（トップスターショー・歌ある限り、1977年9月29日）
11. 勝手にしやがれ（トップスターショー・歌ある限り、1977年10月27日）
12. 憎みきれないろくでなし（ジュリー・グラフィティ'80、1980年9月28日）
13. サムライ（ジュリー・グラフィティ'80、1980年9月28日）
14. ダーリング（ジュリー・グラフィティ'80、1980年9月28日）
15. カサブランカ・ダンディ（ジュリー・グラフィティ'80、1980年9月28日）
16. LOVE (抱きしめたい)（ジュリー・グラフィティ'80、1980年9月28日）
17. OH! ギャル（ジュリー・グラフィティ'80、1980年9月28日）
18. TOKIO（ジュリー・グラフィティ'80、1980年9月28日）
19. 恋のバッド・チューニング（ジュリー・グラフィティ'80、1980年9月28日）
20. 酒場でDABADA（ジュリー・グラフィティ'80、1980年9月28日）
21. 女神（だぅもありがと！、1986年11月7日）
22. GANKO（加トちゃんケンちゃんごきげんテレビ、1988年4月30日）

### DISC-3 in セブンスターショー
- 全曲、1976年2月15日放送。

1. JESUS CHRISTS SUPERSTAR
2. 立ちどまるな ふりむくな
3. フランチェスカの鐘
4. モナリザの微笑
5. 絆
6. エンターティナー
7. 月光価千金
8. 銀河のロマンス
9. 時の過ぎゆくままに
10. 危険なふたり
11. お前は魔法使い
12. 気になるお前
13. 悪い予感
14. ざんげの値打ちもない
15. 朝日のあたる家
16. 許されない愛
17. 愛は限りなく
18. いくつかの場面

### DISC-4 in ザ・ベストテン Ⅰ
1. 憎みきれないろくでなし（1978年1月19日）
2. サムライ（1978年2月2日）
3. サムライ（1978年2月23日）
4. サムライ（1978年4月13日）
5. ダーリング（1978年6月8日）
6. ダーリング（1978年6月15日）
7. ダーリング（1978年6月29日）
8. ダーリング（1978年7月20日）
9. ヤマトより愛をこめて（1978年9月7日）
10. ヤマトより愛をこめて（1978年9月14日）
11. ヤマトより愛をこめて（1978年9月21日）
12. LOVE (抱きしめたい)（1978年10月12日）
13. LOVE (抱きしめたい)（1978年11月9日）
14. LOVE (抱きしめたい)（1978年12月28日）
15. カサブランカ・ダンディ（1979年2月22日）
16. カサブランカ・ダンディ（1979年3月8日）
17. カサブランカ・ダンディ（1979年3月15日）
18. OH! ギャル（1979年7月5日）
19. OH! ギャル（1979年7月26日）
20. OH! ギャル（1979年8月23日）
21. TOKIO（1980年1月31日）
22. TOKIO（1980年2月7日）
23. TOKIO（1980年2月28日）

### DISC-5 in ザ・ベストテン Ⅱ
1. 恋のバッド・チューニング（1980年5月22日）
2. 恋のバッド・チューニング（1980年6月5日）
3. 恋のバッド・チューニング（1980年6月26日）
4. 酒場でDABADA（1980年10月30日）
5. 酒場でDABADA（1980年11月6日）
6. 酒場でDABADA（1980年11月20日）
7. 渚のラブレター（1981年6月4日）
8. 渚のラブレター（1981年6月18日）
9. 渚のラブレター（1981年7月9日）
10. ス・ト・リ・ッ・パ・ー（1981年11月5日）
11. ス・ト・リ・ッ・パ・ー（1981年12月10日）
12. ス・ト・リ・ッ・パ・ー（1982年1月7日）
13. 麗人（1982年2月11日）
14. 麗人（1982年2月18日）
15. 麗人（1982年2月25日）
16. おまえにチェックイン（1982年6月10日）
17. おまえにチェックイン（1982年7月1日）
18. おまえにチェックイン（1982年7月8日）
19. 6番目のユ・ウ・ウ・ツ（1982年10月7日）
20. 6番目のユ・ウ・ウ・ツ（1982年10月14日）
21. 6番目のユ・ウ・ウ・ツ（1982年10月28日）
22. 6番目のユ・ウ・ウ・ツ（1982年11月4日）
23. アリフ・ライラ・ウィ・ライラ 〜千夜一夜物語〜（1986年5月22日）

### DISC-6 in ロックな番組
1. 流されて（15th NEW YEAR ROCK FESTIVAL '87-'88、1988年1月1日）
2. DAYS（ライブG、1989年10月2日）
3. 彼は眠れない（ライブG、1989年10月2日）
4. カサブランカ・ダンディ（ライブG、1989年10月2日）
5. ポラロイドGIRL（ライブG、1989年10月2日）
6. ポラロイドGIRL（キラリ・熱熱CLUB、1989年12月20日）
7. TIME IS ON MY SIDE（キラリ・熱熱CLUB、1989年12月20日）
8. ス・ト・リ・ッ・パ・ー（キラリ・熱熱CLUB、1989年12月20日）
9. DOWN（キラリ・熱熱CLUB、1989年12月20日）
10. KI・MA・GU・RE（キラリ・熱熱CLUB、1989年12月20日）
11. あなたに今夜はワインをふりかけ（音楽派トゥギャザー、1989年10月26日）
12. 静かなまぼろし（音楽派トゥギャザー、1989年10月26日）
13. ポラロイドGIRL（音楽派トゥギャザー、1989年10月26日）
14. a・b・c.....i love you（メジャーステージ、1990年8月6日）
15. ジェラシーが濡れてゆく（メジャーステージ、1990年8月6日）
16. 月のギター（メジャーステージ、1990年8月6日）
17. 単純な永遠（メジャーステージ、1990年8月6日）

### DISC-7 awarded 日本レコード大賞
1. 許されない愛（第14回日本レコード大賞、1972年12月31日）
2. 危険なふたり（第15回日本レコード大賞、1973年12月31日）
3. 追憶（第16回日本レコード大賞、1974年12月31日）
4. 時の過ぎゆくままに（第17回日本レコード大賞、1975年12月31日）
5. 勝手にしやがれ（第19回日本レコード大賞、1977年12月31日）
6. 勝手にしやがれ（第19回日本レコード大賞、1977年12月31日）
7. LOVE (抱きしめたい)（第20回日本レコード大賞、1978年12月31日）
8. LOVE (抱きしめたい)（第20回日本レコード大賞、1978年12月31日）
9. カサブランカ・ダンディ（第21回日本レコード大賞、1979年12月31日）
10. 酒場でDABADA（第22回日本レコード大賞、1980年12月31日）
11. ス・ト・リ・ッ・パ・ー（第23回日本レコード大賞、1981年12月31日）
12. 6番目のユ・ウ・ウ・ツ（第24回日本レコード大賞、1982年12月31日）
13. きめてやる今夜（第25回日本レコード大賞、1983年12月31日）

## スタッフ
- プロデューサー：畭尾裕俊
- アートワークデザイン：内野剛
- サウンド・マスタリング：吉野謙志
- 制作進行：柴崎康規
- 映像編集：小林一雅、川島麗子
- E-QAS：寺田浩、松田秀樹
- オーサリング：本多孝好
- メニューデザイン：杉本善太
- 映像管理：三島佳織
- 製造管理：四谷ひとみ
- プロダクト・マネージャー：三上栄一
- セールス・プランナー：日比成一
- 宣伝：藤原繁樹
- SPECIAL THANKS：加瀬邦彦
- 協力：ユニバーサルミュージック、エクサインターナショナル、EXA Quality Advanced Service
- 制作著作・発売元：TBS
- 発売協力：TBSグロウディア
- 販売元：ユニバーサルミュージック合同会社